# ’82—’85
'82-'85 — сборник известных песен польской рок-группы Republika, записанных в 1982-1985 годах, выпущенный в 1993 году. В альбом включены песни, не издававшиеся на альбомах, только на синглах, но исполняемые почти на каждом концерте.
9 из 10 песен попало в хит-парад Список Хитов Третьего Канала.
Альбом занял 48 место в списке самых продающихся альбомов по статистике ZPAV (Польский Союз Производителей Аудио — Видео).

## Список композиций
1. «Kombinat»* — 3:19
2. «Gadające głowy»* — 4:20
3. «Układ sił»* — 5:11
4. «Sexy doll»* — 3:59
5. «Telefony» — 4:21
6. «Biała flaga» — 4:53
7. «Zawsze ty (klatka)» — 5:01
8. «Tak długo czekam (ciało)» — 6:36
9. «Sam na linie»* — 3:46
10. «Moja krew»* — 4:16

- Слова и музыка всех песен — Гжегож Цеховский
- Музыка в «Układ sił» — Гжегож Цеховский и Славомир Цесельский
- *Песни, которые раньше появились на синглах

## Состав группы
- Гжегож Цеховский (пол. Grzegorz Ciechowski) — вокал, фортепиано, флейта
- Збигнев Кживаньский (пол. Zbigniew Krzywański) — гитара, вокал
- Павел Кучыньский (пол. Paweł Kuczyński) — бас-гитара, вокал
- Славомир Цесельский (пол. Sławomir Ciesielski) — барабаны, вокал

## Критика
По профессиональным рецензиям:
- Журнал «Tylko Rock» признал альбому самую высокую ноту  в 1994 году.[1]

Песни, которые попали в хит-парад под званием «Lista Przebojów Programu Trzeciego» (Список Хитов Третьего Канала)
| Год  | Звание                   | Позиция |
| ---- | ------------------------ | ------- |
| 1982 | Kombinat                 | 1       |
| 1982 | Sexy doll                | 1       |
| 1982 | Telefony                 | 1       |
| 1982 | Biała flaga              | 1       |
| 1983 | Gadające głowy           | 5       |
| 1985 | Tak długo czekam (ciało) | 1       |
| 1985 | Zawsze ty (Klatka)       | 1       |
| 1986 | Sam na linie             | 2       |
| 1986 | Moja krew                | 1       |